# Уста адовы
Уста адовы (греч. στόμα αδου) представляют собой популярный в средневековой иконографии мотив — изображение ворот ада в виде развёрстой пасти чудовища. Он появляется в англосаксонском искусстве и, по-видимому, уходит корнями в германские легенды о рагнарёке. В XII—XIII веке распространяется по всей Европе (особенно в таких сюжетах, как «Страшный суд» и «Сошествие во ад»). В Эксетерском кодексе устье преисподней сопоставлено с челюстями левиафана. Эль Греко был одним из последних художников, которые разрабатывали этот средневековый мотив.
Иконография уст адовых основана на ряде библейских стихов, изображающих участь грешников. Так, в греческом переводе 140-го псалма, выполненном Симмахом Эвионитом, сказано: «рассыпаны кости наши в устах адовых» (в Синодальном переводе эта фраза переведена как «сыплются кости наши в челюсти преисподней»). У пророка Исаии описывается, что из-за злодеяний народа «преисподняя расширилась и без меры раскрыла пасть свою» (Ис. 5:14).
Иконография уст адовых имеет два основных иконографических типа: 
- грешники падают сверху в раскрытую пасть, помещаемую внизу композиции;
- уста располагают горизонтально и грешники входят в них (либо выводятся Христом в иконографии сошествия во ад).